# John Burr Williams
John Burr Williams (27 de novembre de 1900 - 15 de setembre de 1989) va ser un economista nord-americà, reconegut com una figura important en el camp de l'anàlisi fonamental, i per la seva anàlisi dels preus de les accions com a reflex del seu "valor intrínsec".
És conegut sobretot pel seu text de 1938 The Theory of Investment Value, basat en la seva tesi doctoral, en què va articular la teoria de la valoració basada en el flux d'efectiu descomptat (DCF) i, en particular, la valoració basada en dividends.

## Biografia
Williams va estudiar matemàtiques i química a la Universitat Harvard i es va matricular a la Harvard Business School el 1923. Després de graduar-se, va treballar com a analista de seguretat, on es va adonar que "com estimar el valor raonable era realment un trencaclosques... Per ser un bon analista d'inversions, cal ser també un economista expert." El 1932 es va matricular a Harvard per a un doctorat en economia, amb l'esperança d'aprendre què havia provocat el crac de Wall Street de 1929 i la posterior depressió econòmica dels anys trenta. Per a la seva tesi, Joseph Schumpeter va suggerir la qüestió del valor intrínsec d'una acció comuna, per a la qual l'experiència i els antecedents personals de Williams li servirien molt bé. Es va doctorar el 1940.
Williams va enviar The Theory of Investment Value per publicar-se abans d'obtenir l'aprovació del professorat per al seu doctorat. El treball discuteix la teoria general de Williams, a més de proporcionar més de 20 models matemàtics específics; també conté un segon apartat dedicat als estudis de casos. Diversos editors van rebutjar l'obra, ja que contenia símbols algebraics, i Harvard University Press va publicar The Theory of Investment Value el 1938, només després que Williams hagués acceptat pagar part del cost d'impressió. L'obra ha tingut una influència des de la seva publicació; Mark Rubinstein el descriu com un "clàssic poc apreciat".
Des de 1927 fins a la seva mort, Williams va treballar en la gestió de carteres d'inversió privada i anàlisi d'accions. Va ensenyar economia i anàlisi d'inversions com a professor visitant a la Universitat de Wisconsin–Madison ; també va escriure molts articles per a revistes econòmiques. Avui, la seva empresa privada de gestió d'inversions, Burr and Company, LLC. està dirigit pel seu net, John Borden Williams.

## Teoria
Williams va ser un dels primers a desafiar la visió del " casino " que els economistes tenien sobre els mercats financers i els preus dels actius, on els preus estan determinats en gran part per les expectatives i les contraexpectatives de les plusvàlues (vegeu el concurs de bellesa keynesià). Va argumentar que els mercats financers són, en canvi, " mercats ", parlant pròpiament, i que, per tant, els preus haurien de reflectir el valor intrínsec d'un actiu. (La teoria del valor de la inversió s'obre amb: "Les coses separades i diferents que no s'han de confondre, com sap tots els inversors reflexius, tenen un valor real i un preu de mercat...".) En fer-ho, va canviar l'enfocament de la sèrie temporal del mercat als components subjacents del valor dels actius. En lloc de pronosticar els preus de les accions directament, Williams va posar èmfasi en els futurs guanys i dividends corporatius.
Seguint aquesta idea, Williams va suggerir que el valor d’un actiu s'hauria de determinar usant “l’avaluació pel criteri del valor actual”. Així, per a una acció ordinària, el valor intrínsec a llarg termini és el valor actual dels seus futurs fluxos d’efectiu nets, que consisteixen en els dividends que reparteix i el preu al qual es ven. Si no hi ha incertesa, el valor d’una acció és, doncs, el valor descomptat de tots els seus dividends futurs.
Tot i que Williams no va originar la idea del valor actual, va corroborar el concepte de valoració del flux d'efectiu descomptat i, en general, es considera que ha desenvolupat la base per al model de descompte de dividends (DDM). A través del seu enfocament de modelització i previsió de fluxos d'efectiu —que va anomenar “pressupost algebraic”—, Williams també va ser un pioner del modelatge <i id="mwYA">pro forma</i> dels estats financers. Aquí, Williams (Theory, cap. 7) ofereix una discussió primerenca del cicle de vida de la indústria.
Avui dia, "avaluació per la regla del valor actual", s'aplica conjuntament amb una taxa de descompte apropiada per als actius —generalment derivada utilitzant el model de preus d'actius de capital (Harry Markowitz i William F. Sharpe) o la teoria de preus d'arbitratge (Stephen Ross)— és probablement el mètode de valoració d'accions més utilitzat entre els inversors institucionals ; vegeu Llista de temes de valoració. (Nicholas Molodovsky, l'antic editor del Financial Analysts Journal, va ser el primer a substituir "dividends" en la fórmula de Williams per: guanys multiplicat per el percentatge de guanys pagats en dividends.)
Williams també va anticipar el teorema de Modigliani–Miller. En presentar la "Llei de la conservació del valor de la inversió" (Theory, pàg. 72), va argumentar que, com que el valor d'una empresa és el "valor actual" de totes les seves distribucions futures, ja siguin interessos o dividends, "en cap cas". [manera] depèn de quina sigui la capitalització de l'empresa". Modigliani i Miller mostren que Williams, però, no havia demostrat realment aquesta llei, ja que no havia deixat clar com sorgiria una oportunitat d'arbitratge si la seva llei fracassaria.

## Publicacions
- La teoria del valor de la inversió. Harvard University Press 1938; Reimpressió de 1997, Fraser Publishing.ISBN 0-87034-126-X
- Comerç internacional amb tipus de canvi flexibles. 1954[15]
- Interès, creixement i inflació 1964; Reimpressió de 1998, Fraser Publishing.ISBN 0-87034-131-6ISBN 0-87034-131-6